# Благодатне (Володимирський район)
Благодатне (до 2016 року — Жовтневе) — селище в Україні, у Нововолинській міській  громаді Володимирського району Волинської області. Населення 4 575 мешканців (2022).
В селі працює середня школа, спортзал, публічна бібліотека.

## Географія
Селище Благодатне розташоване за 8 км від залізничної станції та смт Іваничі на лінії Червоноград — Володимир, за 12 км на південний схід від міста Нововолинська (автошляхом Т 0305). Сусідні села Грибовиця, Литовеж, Біличі.

## Історія
Селище засноване у 1953 році під первинною назвою Жовтневе, яке увійшло до складу Нововолинської міської ради. Побудоване на території села Біличі Володимирського району, з метою розміщення осель шахтарів шахти № 6 (відкрита 1956 року) та шахти № 7 (відкрита 1957 року).
12 травня 2016 року Постановою Верховної Ради України 
№ 1353-VIII Жовтневе перейменоване в селище Благодатне.

### Заснування та розвиток
Селище виникло у 1950-х роках, під час активного розвитку вугільної промисловості на Волині, особливо в рамках будівництва Нововолинська — міста, яке стало шахтарським центром регіону. Разом із Нововолинськом у ці роки почали з’являтися навколишні населені пункти, зокрема Жовтневе, яке слугувало житловим поселенням для працівників місцевих шахт.

### Радянський період
Назва "Жовтневе" була надана на честь Жовтневої революції 1917 року, що було типовим для багатьох поселень і міст Радянського Союзу. У цей період селище активно розбудовувалося, з’являлися житлові будинки, інфраструктура, школи та заклади культури для місцевих мешканців, більшість з яких працювали в шахтах.

### Перейменування
У 2016 році, у рамках процесу декомунізації, селище було перейменовано на Благодатне, що стало частиною загальнодержавної політики очищення від радянських назв і символів.

### Сучасність
Селище є частиною Нововолинської міської громади, і його мешканці досі тісно пов'язані з вугільною промисловістю регіону. Водночас, як і багато інших шахтарських поселень, Благодатне переживає складні економічні часи через скорочення видобутку вугілля і проблеми в галузі.
Таким чином, Благодатне має типову для західноукраїнських шахтарських поселень історію, яка охоплює як період радянського індустріального розвитку, так і сучасні виклики в умовах декомунізації та економічної трансформації.

## Населення

### Мова
Розподіл населення за рідною мовою за даними перепису 2001 року:
| Мова            | Кількість | Відсоток |
| --------------- | --------- | -------- |
| українська      | 4515      | 93.00%   |
| російська       | 323       | 6.65%    |
| білоруська      | 9         | 0.19%    |
| гагаузька       | 2         | 0.04%    |
| болгарська      | 1         | 0.02%    |
| румунська       | 1         | 0.02%    |
| інші/не вказали | 4         | 0.08%    |
| Усього          | 4855      | 100%     |

## Економіка
На території селища Благодатне працює підприємство з виготовлення пакування. ТзОВ «Волинська Фабрика Гофротари „VFG“», «МОДЕЛПАК» та проєктування пакунків.
В селищі діють віділення Нової пошти з обмеженням ваги до 1100 кг, і відділення Укрпошти з поштовим індексом 45490.
Також економіка селища Благодатне тісно пов'язана з історією розвитку вугільної промисловості регіону. Основою економічного життя селища довгий час була вугледобувна галузь, яка забезпечувала робочі місця і стабільний дохід для більшості мешканців.

### Вугільна промисловість
Розвиток Благодатного (раніше Жовтневого) розпочався в період після Другої світової війни, коли в Волинській області активно будували шахти. Селище розташоване в безпосередній близькості до Нововолинська, який став основним шахтарським центром регіону. Шахти №5 і шахта №9, а також інші вугільні підприємства забезпечували економічне зростання, яке тривало кілька десятиліть.
Однак, у пострадянський період вугільна промисловість у регіоні почала занепадати. Через зменшення попиту на вугілля та збитковість багатьох шахт більшість підприємств поступово закривалися або працювали на мінімальних потужностях. Це призвело до скорочення робочих місць, а, відповідно, і до економічних труднощів для мешканців Благодатного.

### Сучасний стан економіки
Наразі основними проблемами економіки Благодатного є:
- Занепад шахт: Більшість шахт у регіоні перебувають на стадії закриття або неефективної роботи. Це спричинило зростання безробіття серед мешканців, особливо серед шахтарів і їхніх родин.
- Зниження інвестицій: Через скорочення вугільного сектору регіон стикається з браком інвестицій, що ускладнює розвиток альтернативних джерел економічної активності.
- Міграція населення: Молодь і працездатне населення все частіше виїжджають до більших міст або за кордон у пошуках кращих економічних можливостей.

### Альтернативні джерела доходу
Хоча вугільна промисловість і надалі залишається важливим елементом економіки регіону, Благодатне, як і інші селища в зоні вугільних шахт, поступово шукає нові шляхи для економічного розвитку:
- Сільське господарство: Волинська область, зокрема її південна частина, має добрі умови для сільськогосподарського виробництва. Це може стати одним із напрямків розвитку економіки селища.
- Місцеві підприємства: Деякі малі та середні підприємства в регіоні намагаються забезпечити робочі місця в сферах обслуговування, торгівлі та виробництва.

### Перспективи
Основні перспективи економічного розвитку Благодатного залежать від інвестицій в альтернативні галузі, підтримки малого бізнесу, розвитку інфраструктури і, можливо, туристичного потенціалу Волині. Але для відновлення економіки потрібно знайти шляхи до диверсифікації джерел доходу та створення нових робочих місць.

## Флора і фауна
Селище Благодатне, розташоване у Володимирському районі Волинської області, належить до Західного Полісся, що має характерний для цієї території природний ландшафт, флору та фауну.

### Флора
Рослинний світ навколо Благодатного багатий завдяки помірному клімату та родючим ґрунтам. Основу флори складають:
- Ліси: Поблизу селища розташовані змішані ліси, типові для Волині. Тут переважають сосна звичайна, дуб, ялина європейська, береза, граб звичайний, клен звичайний. Соснові ліси особливо поширені на піщаних ґрунтах. Влітку ці ліси багаті на гриби (білі гриби, підосичники, маслюки, опеньки осінні) та ягоди (чорниці, журавлина).
- Луки і болота: На відкритих ділянках зустрічаються лучні трави, такі як конюшина лучна, тимофіївка лучна, м’ята польова. На вологих територіях навколо селища можна знайти болота з типовою для таких місць рослинністю — очеретом звичайним, осокою гострою, лепехою, різними мохами.
- Сільськогосподарські угіддя: Окрім природної рослинності, велика частина земель довкола селища використовується для сільського господарства. Тут вирощують зернові культури, картоплю, овочі та технічні культури, такі як соняшник.

### Фауна
Тваринний світ Благодатного та околиць є частиною більшої екосистеми Західного Полісся, де зустрічається широкий спектр як лісових, так і болотних та лучних видів тварин.
- Ссавці: У місцевих лісах живуть типові для цього регіону ссавці — лисиці, зайці сірі, косулі, дикі кабани. Можна зустріти їжаків, білок, а також дрібних гризунів. Час від часу в лісах можуть з'являтися лосі.
- Птахи: Багатий на пташине населення ландшафт містить як лісових, так і болотних та лугових птахів. До них належать сороки, дятли, синиці, сови, канюки, шуліки. У болотистих районах можна побачити лелек, чапель сірих, диких качок, гусей та інших водоплавних птахів.
- Плазуни та земноводні: Тут зустрічаються вужі, ящірки, жаби. Місцеві водойми є домівкою для ропух, тритонів та інших земноводних.
- Риби: Невеликі водойми та річки, розташовані неподалік, є домівками для різних видів риб, таких як карасі, щуки, окуні.
- Комахи: комарі, мухи, гедзі, оси. Біля водойм багато видів бабок та водомірок. Останні роки широкого поширення набули павуки-хрестовики та павук-оса (Аргіопа тигрова), котрі вимагають обережного з ними поводження і становлять небезпеку для дітей та осіб схильних  до алергії. Окремі мешканці розводять медоносних бджіл.

### Екологічний стан
Незважаючи на присутність вугільних шахт, природа навколо селища залишається відносно чистою, хоч і зазнала певного антропогенного впливу через сільськогосподарську діяльність та промисловість. Ліси та болота є важливими для збереження екологічного балансу в регіоні.
Таким чином, Благодатне і його околиці відображають багатий природний світ Волинського Полісся з характерними лісовими, лучними та болотними екосистемами.

## Особистості
- Мрочко Костянтин Васильович (1984-2022) — солдат Збройних сил України, учасник російсько-української війни, Герой України (посмертно).
- Горпініч Оксана Леонідівна (1978-2022) — українська медичка, військовослужбовиця, старший сержант 14 ОМБр Збройних сил України, учасник російсько-української війни. Кавалерка ордена «За мужність» III ступеня (посмертно).